# Agaricus silvicola
Agaricus silvicola (Vitt.) Peck, Rep. N.Y. St. Mus. nat. Hist.: 97 (1872).
Agaricus silvicola è un fungo commestibile piuttosto apprezzato appartenente alla cosiddetta famiglia dei "prataioli". Non molto diffuso, deriva il suo nome dal suo habitat forestale e non praticolo.

## Descrizione della specie

### Cappello
Fino a 12 cm di larghezza, a volte tuttavia raggiunge dimensioni di poco maggiori; inizialmente chiuso, poi si apre e diventa emisferico, infine piano-convesso.

Di colore bianco, liscio, fibrilloso. Spesso presenta macchie giallastre qua e là, virante al giallo se sfregato.

### Lamelle
Piuttosto fitte, fragili, libere. Dapprima bianche, poi rosa candido, infine brune e nerastre per via della sporata.

### Gambo
Cilindrico, piede più largo a forma di bulbo, 12 x 3 cm.

A volte presenta tonalità giallastre.

### Anello
Di colore bianco, a forma di gonnellino e dentellato. Membranoso.

### Carne
Fragile, di colore bianco. Con tonalità rosso chiaro in prossimità del gambo.
- Odore: aniseo o mandorlato; a volte più aromatico, come di "noce". Più forte se il carpoforo viene strofinato energicamente.
- Sapore: grato, dolce e aromatico.

## Microscopia
Spore5,5-6,5 x 3,5-4 µm, ellissoidali, lisce, color cacao in massa.

## Habitat
Fruttifica in autunno e primavera, indifferentemente in boschi di latifoglie o conifere, su terreni ricchi di humus, in pochi esemplari alla volta.

## Commestibilità
Ottima. Può essere consumato anche crudo.

## Specie simili
- Agaricus arvensis, in quanto l'A. silvicola fa parte della sezione "Arvenses".
- Confondibile con Agaricus xanthodermus (velenoso) e altri Agaricus tossici, da cui si distingue perché non di color giallo alla base del gambo (sezionare) e perché non odora di inchiostro o di fenolo.
- A volte con Amanita verna, Amanita virosa ed Amanita phalloides var. alba (mortali), che però possiedono la Volva e non un bulbo di piccole dimensioni.

## Etimologia
Dal latino silvicola = pertinente alla "selva", ossia ai boschi, per via dell'habitat.

## Sinonimi e binomi obsoleti
- Agaricus abruptibulbus sensu auct. eur., auct. brit.; fide Checklist of Basidiomycota of Great Britain and Ireland (2005)
- Agaricus campestris var. silvicola Vittad., Trans. & Proc. Roy. Soc. Queensland: 213 (1832)
- Agaricus flavescens (Gillet) Sacc., Sylloge fungorum omnium husque cognitorum (Abellini) 5: 1000 (1887)
- Pratella campestris var. silvicola (Vittad.) Gillet, Les Hyménomycètes ou description de tous les champignons (fungi) qui croissent en France (Alençon): 562 (1878)
- Pratella flavescens Gillet, Les Hyménomycètes ou description de tous les champignons (fungi) qui croissent en France (Alençon): 564 (1878)
- Psalliota campestris var. silvicola (Vittad.) P. Kumm., Mém. Soc. Émul. Montbéliard, Sér. 2 5: 140 (1872)
- Psalliota silvicola (Vittad.) Richon & Roze,: pl. 7 (1885)